# Neundorf (bei Lobenstein)
Neundorf (bei Lobenstein) è una frazione del comune tedesco di Rosenthal am Rennsteig.

## Storia
Il 1º gennaio 2019 il comune di Neundorf (bei Lobenstein) venne fuso con i comuni di Birkenhügel, Blankenberg, Blankenstein, Harra, Pottiga e Schlegel, formando il comune di Rosenthal am Rennsteig.